# Rosalio José Castillo Lara
Rosalio José Castillo Lara SDB, doctor en derecho canónico (4 de septiembre de 1922 – 16 de octubre de 2007) fue un cardenal venezolano de la Iglesia católica.

## Biografía

### Primeros años y formación
Rosalio José Castillo Lara nació en San Casimiro de Güiripa, diócesis de Maracay, en el estado Aragua (Venezuela), el 4 de septiembre de 1922. Hijo de Rosalio Castillo Hernández y Guillermina Lara Peña de Castillo, fue el tercero de siete hijos.  
En 1940 ingresó a la congregación salesiana. Estudió en los colegios salesianos "Don Bosco" de Valencia (Venezuela) y "Liceo San José" en Los Teques. Hizo sus estudios de Filosofía y Teología en Colombia. En 1950 fue a Italia a realizar estudios de derecho canónico en la Universidad Salesiana de Turín.

## Sacerdocio
Su ordenación sacerdotal ocurrió el 4 de septiembre de 1949, de manos de su tío, Lucas Guillermo Castillo Hernández, X Arzobispo de Caracas y Primado de Venezuela.  
En septiembre de 1954, lo nombraron profesor de la facultad de derecho canónico, primero en Turín (hasta 1957) y luego en Roma (hasta 1965). Entre 1966 y 1967 fue Inspector de los salesianos en Venezuela.  

## Episcopado

### Obispo Coadjutor de Trujillo
El 26 de marzo de 1973, el Santo Padre Pablo VI lo nombró Obispo Titular de Precausa y Obispo Coadjutor de la Diócesis de Trujillo. F
ue consagrado obispo por el Cardenal José Humberto Quintero, XII Arzobispo de Caracas, el 24 de mayo de 1973, y promovido a arzobispo el 26 de mayo de 1982. 

## Cardenalato
El papa Juan Pablo II lo nombró Cardenal diácono de Nuestra Señora de Coromoto en San Juan de Dios durante el consistorio del 25 de mayo de 1985. El 31 de octubre de 1990, el Papa Juan Pablo II lo nombró Presidente de la Comisión Pontificia para el Estado de la Ciudad del Vaticano. 
Presidente de la Administración del patrimonio de la Santa Sede, Vaticano, el 31 de octubre de 1990. El Cardenal Castillo Lara fue también miembro de la comisión supervisora de cardenales del Banco Vaticano - Instituto para las Obras Religiosas. Fue miembro correspondiente extranjero de la Academia Nacional de la Historia (Caracas). Escribió las biografías del Padre Isaías Ojeda, s.d.b., su antiguo maestro en el Liceo San José de Los Teques, y de su tío, Mons. Lucas Guillermo Castillo Hernández. 
Castillo Lara fue una de las figuras eclesiásticas opositoras al gobierno de Hugo Chávez. En 2006, durante la Santa Misa, en la homilía, el cardenal invocó a rezar "con fervor a la Virgen María para que salve a Venezuela. Estamos viviendo una grave situación, como hace algún tiempo en nuestro historia". Todo a pesar de los gritos de la feligresía pidiendo misa y no un discurso político. Castillo Lara había acusado en repetidas ocasiones un creciente autoritarismo de Hugo Chávez. Por su parte, Chávez, lo calificó de "hipócrita, bandido y diablo con sotana".

## Fallecimiento
Murió en Caracas el 16 de octubre de 2007, a los 85 años. Para las exequias del Cardenal Castillo Lara, no asistió ningún miembro del gobierno venezolano de turno. En 2008 fue publicada su autobiografía póstuma llamada Autobiografía. Memorias desde el ocaso, cuyo editor fue Raúl Biord Castillo.